# 아미나 리즈크
아미나 리즈크(아랍어: أمينة رزق, 영어: Amina Rizk, 1910년 4월 15일 ~ 2003년 8월 24일)는 이집트의 배우이다. 1928년부터 1996년까지 칠십 여 편의 영화에 출연했다. 텔레비전과 영화 작품들에서 주로 친절한 엄마를 연기했다.